# Herbert Agar
Herbert Sebastian Agar (New Rochelle, 29 settembre 1897 – Sussex, 24 novembre 1980) è stato uno storico e giornalista statunitense.

## Biografia
Nato a New Rochelle, nello stato statunitense di New York, studiò alla Columbia University dove terminò gli studi nel 1919. Ottenne un Master degree alla Princeton University in New Jersey, come giornalista lavorò nel  Louisville Courier-Journal.
Nel 1933 venne premiato con il premio Pulitzer per la storia per la sua opera The People's Choice: From Washington to Harding — A Study in Democracy .

## Opere
- Milton and Plato (1928)
- The People's Choice: From Washington to Harding — A Study in Democracy (1933)
- Land of the Free (1935)
- Who Owns America? A New Declaration of Independence (1936)
- The Pursuit of Happiness: The Story of American Democracy (1938)
- A Time for Greatness (1942)
- The Price of Union: The Influence of the American Temper on the Course of History (1950)
- Abraham Lincoln (1952)
- The Unquiet Years: USA, 1945-1955 (1957)
- The Price of Power: America Since 1945 (1957)
- The Saving Remnant: An Account of Jewish Survival Since 1914 (1960)
- The Perils of Democracy (1968)
- The Darkest Year: Britain Alone, June 1940 - June 1941 (1973)

## Citazioni
- A time for Greatness (1942)
"La verità che permette agli uomini di essere liberi è in buona misura una verità che gli uomini preferiscono non sentire"